# Юзеф Ян Мнішек
Юзеф Ян Тадеуш Вандалін Мнішек (пол. Józef Jan Tadeusz Wandalin Mniszech; 1742, Яворів — 4 вересня 1797, Беліни над Сяном) — польський і український шляхтич, урядник, державний, політичний і військовий діяч Речі Посполитої, урядник Королівства Галичини та Володимирії.

## Родина
Батько — Ян Кароль Мнішек — був одружений з Катериною із Замойських гербу Єліта (1722—1771), дочкою Міхала Здзіслава Замойського, тестем якого був князь Михайло Сервацій Вишневецький. Катерина Замойська передала Любешів разом з усім любешівським маєтком у спадок чоловікові Янові Каролю Мнішекові, генералу польських коронних військ; також була дідичкою Ожигівців[джерело?]. Шлюб уклали 1741 року. Матір привнесла батькові Вишнівець та прилеглі маєтності, після весілля батьки проживали у Вишнівці. Діти:
- Ельжбета — дружина Яна Домбського
- Людвіка — дружина Анджея Казімежа Сулковського
- Станіслав Єжи — ротмістр панцерний, хорунжий великий коронний
- Міхал Єжи Вандалін[4]

## Життєпис
Народився 1742 року в Яворові.
Отримав добру освіту, головно зусиллям матері; навчанням керував приятель Мнішеків, економіст, історик і політик Фелікс Лойко. Також разом з братами навчався в «Колегіум нобіліум» ордену піярів у Варшаві (зокрема, в 1757—1758 роках; під час навчання вже мав посаду сяніцького старости). У серпні 1763 за наполяганням матері виїхав навчатися до Швейцарії.
Пізніше отримав посаду Щуровицького старости. Після смерті батька став у вересні 1759 року генералом-шефом коронного регіменту ім королеви, також ротмістром панцерної корогви коронних військ.
3 серпня 1780 отримав посаду хорунжого великого коронного, на якій перебував до лютого 1784 року; після відставки посаду отримав брат Станіслав Єжи Мнішек. 1783 року отримав титули графа: 22 квітня — галицького, 4 серпня — цісарства. 1788 року став послом Галицького станового сейму від стану магнатів, яким був до кінця життя.
Нагороджений орденами святого Станіслава (1777), Білого орла (1780)
Помер 4 вересня 1797 року в с. Беліни над Сяном (пол. Bieliny nad Sanem, нині с. Беліни гміни Улянув Нисківського повіту).

### Маєтності
Посідав поселення Уланів, Беліни над Сяном, Хирів, Микулинці, Ляшки Муровані, Шумина, Пшендзель, Сяночок, Домбровка Руська, Домбровиця та інші. Також — війтівство у місті Сянік.

### Сім'я

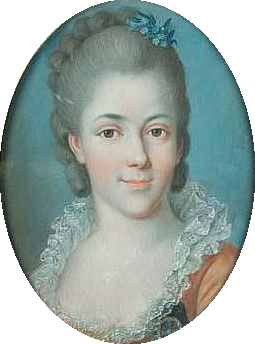
Маріанна Мнішек з Оссолінських

Дружина — Маріанна з Оссолінських (?—1803, Львів), дочка Юзефа Кантія Оссолінського. Шлюб взяли 24 вересня 1769 року в Будимирі (словац. Budimír, нині Округ Кошиці-околицяКошицького краю, Словаччина) обряд провів єпископ Адам Красінський, однак пізніше розлучилися, мали конфлікти щодо опіки над дітьми, а саме:
- Станіслав — сокільничий Королівства Галичини і Володимирії, цісарсько-королівський шамбелян
- Юлія Тереза — дружина Ксаверія Красицького (пол. Ksawery Krasicki).[8]